# Jacob Riis
Jacob Riis, född 3 maj 1849 i Ribe, Danmark, död 26 maj 1914 i Barre, Massachusetts, var en dansk-amerikansk fotograf som arbetade för sociala reformer. Han är känd för sin fotodokumentation av New Yorks slum som han publicerade i boken How the other half lives 1890.

## Biografi
Jacob Riis arbetade som timmerman innan han som 21-åring  emigrerade till USA 1870. Efter ett par år med tillfälliga jobb fick han arbete som journalist på en New York-tidning och avancerade därefter till polisreporter. Arbetet som reporter fick honom bokstavligen att få upp ögon för slummen på Lower East Side på Manhattan.
Riis upprördes av de fattigas dåliga levnadsförhållanden och ville sprida kunskap om deras situation för att få till stånd sociala reformer. Han var en av de första som förstod fotografins makt som medel för att genomföra förändringar. Under ett decennium dokumenterade han slummen. Den nya tyska uppfinningen fotoblixten gjorde det möjligt för Riis att fotografera i de mörka rummen i bostäderna. Aldrig tidigare hade liknande bilder tagits där allt avtäckts och visats i hela sin verkligt levda misär. Han publicerade sina foton i reportage och visade dem vid föreläsningar med bildprojektor. 
År 1890 gav han ut boken How the other half lives där fotografierna tryckets i halvton eller som teckningar. Boken sålde bra, blev omdiskuterad och bidrog till att reformer genomfördes. Två år senare gav han ut boken The Children of the poor där han skrev om de fattiga barnens situation. 
Riis fotodokumentation hade betydelse för debatten om förbättringar av bostadsförhållanden i New York; en reform genomfördes 1901. President Theodore Roosevelt som blev vän med Riis omnämnde honom som "the most useful citizen of New York".
Riis avled på sin farm i Barre, Massachusetts 1914.

## Utmärkelser
- Riddare av Dannebrogorden,  1900[4]

[Redigera Wikidata]

## Bilder ur How the other half lives

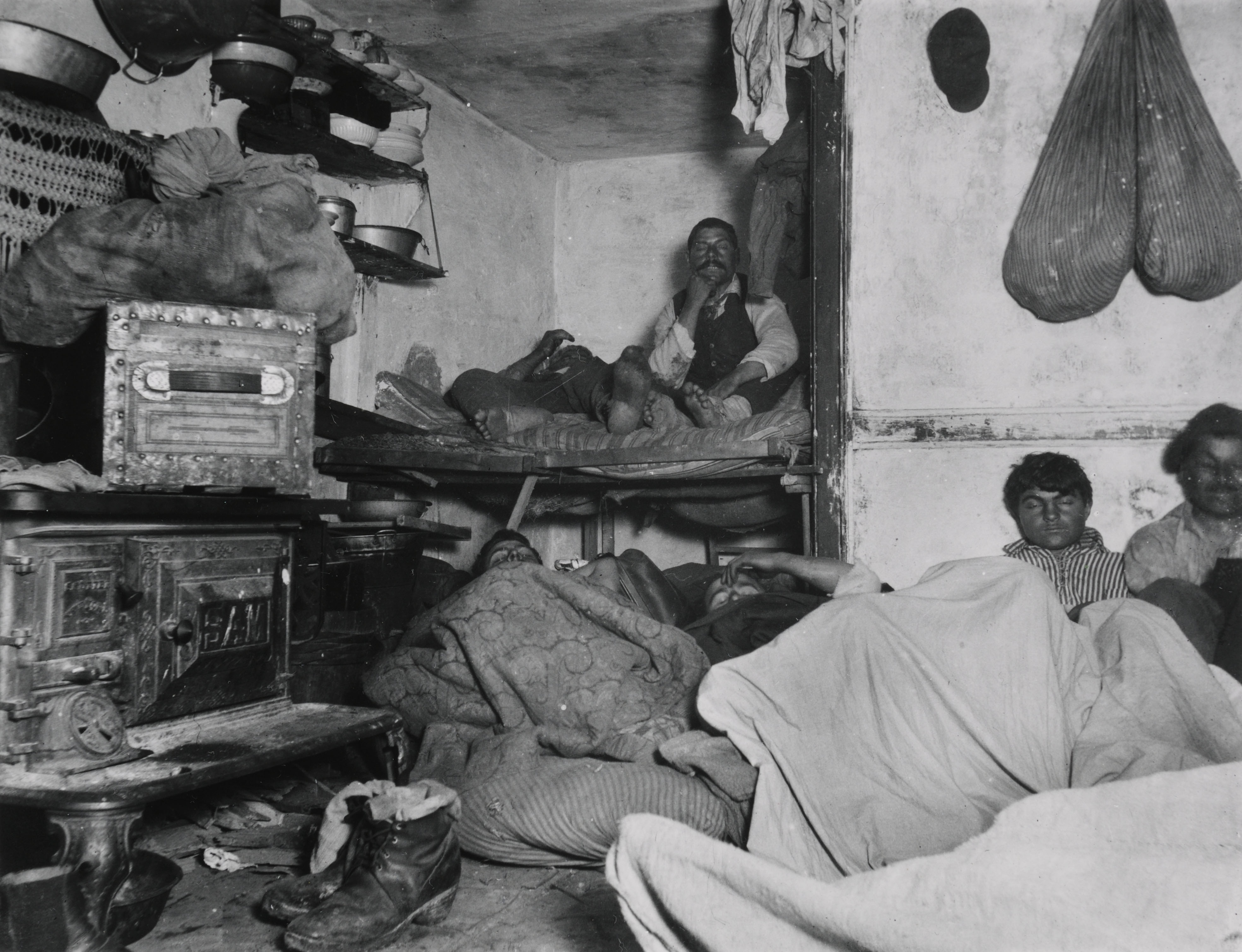
Lodgers in a crowded Bayard Street Tenement, fotograi 1889
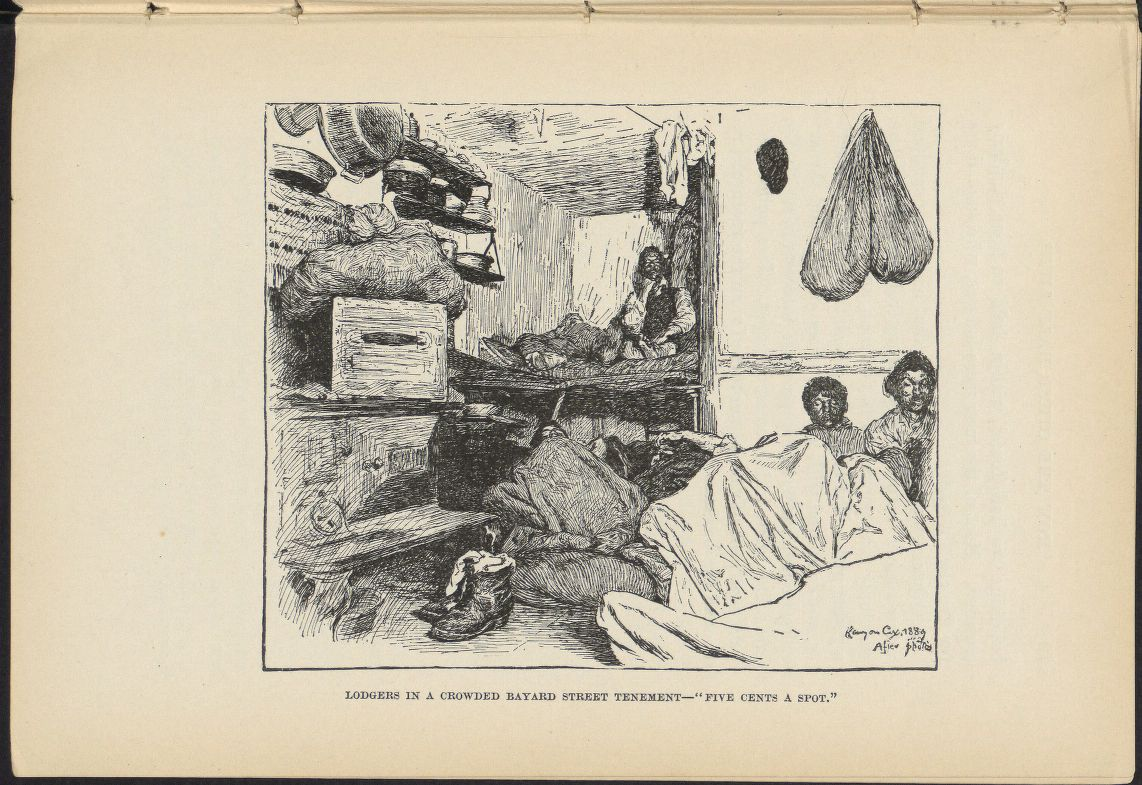
Lodgers in a crowded Bayard Street Tenement, teckning från boken How the other half lives, 1890.
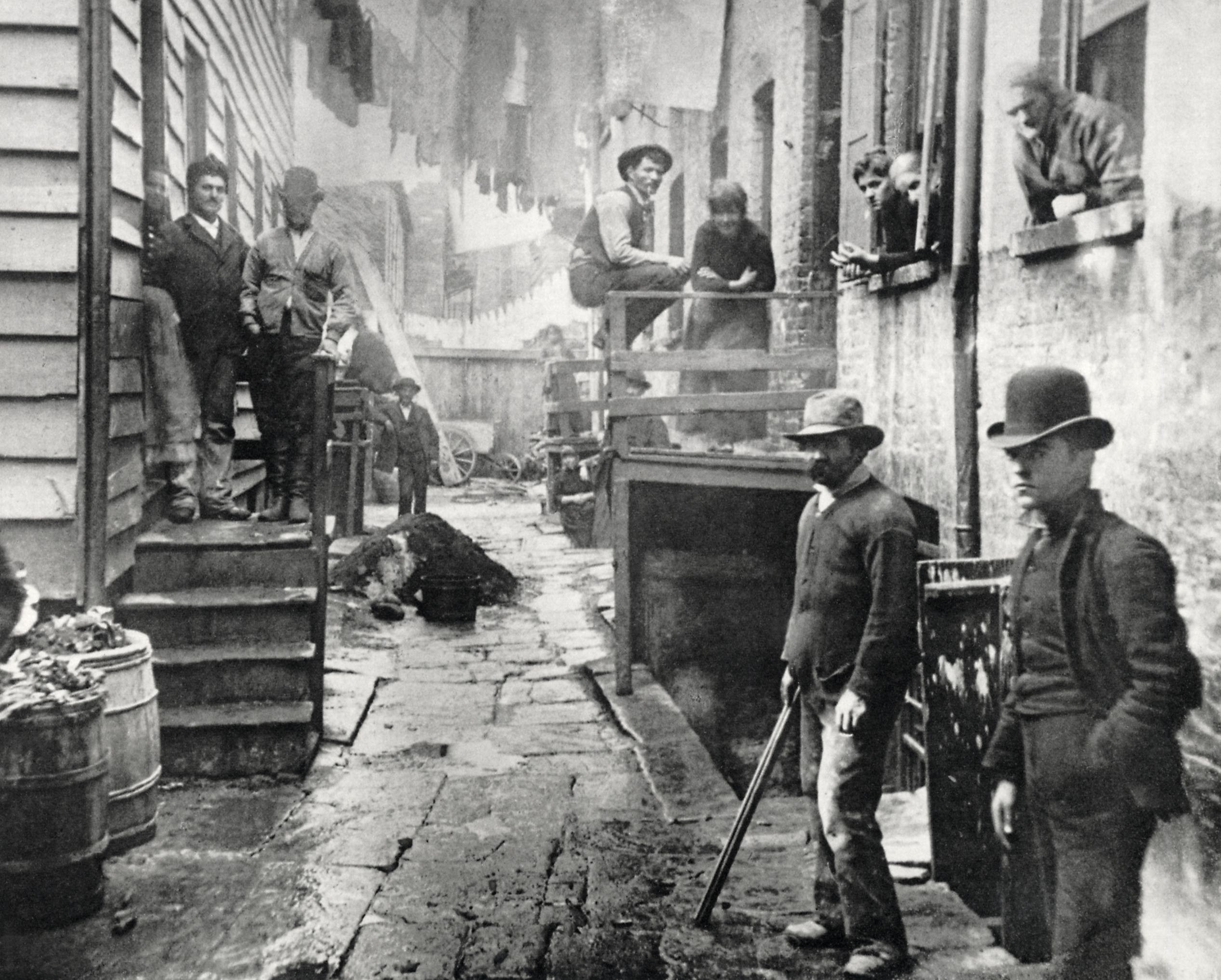
Bandit's Roost
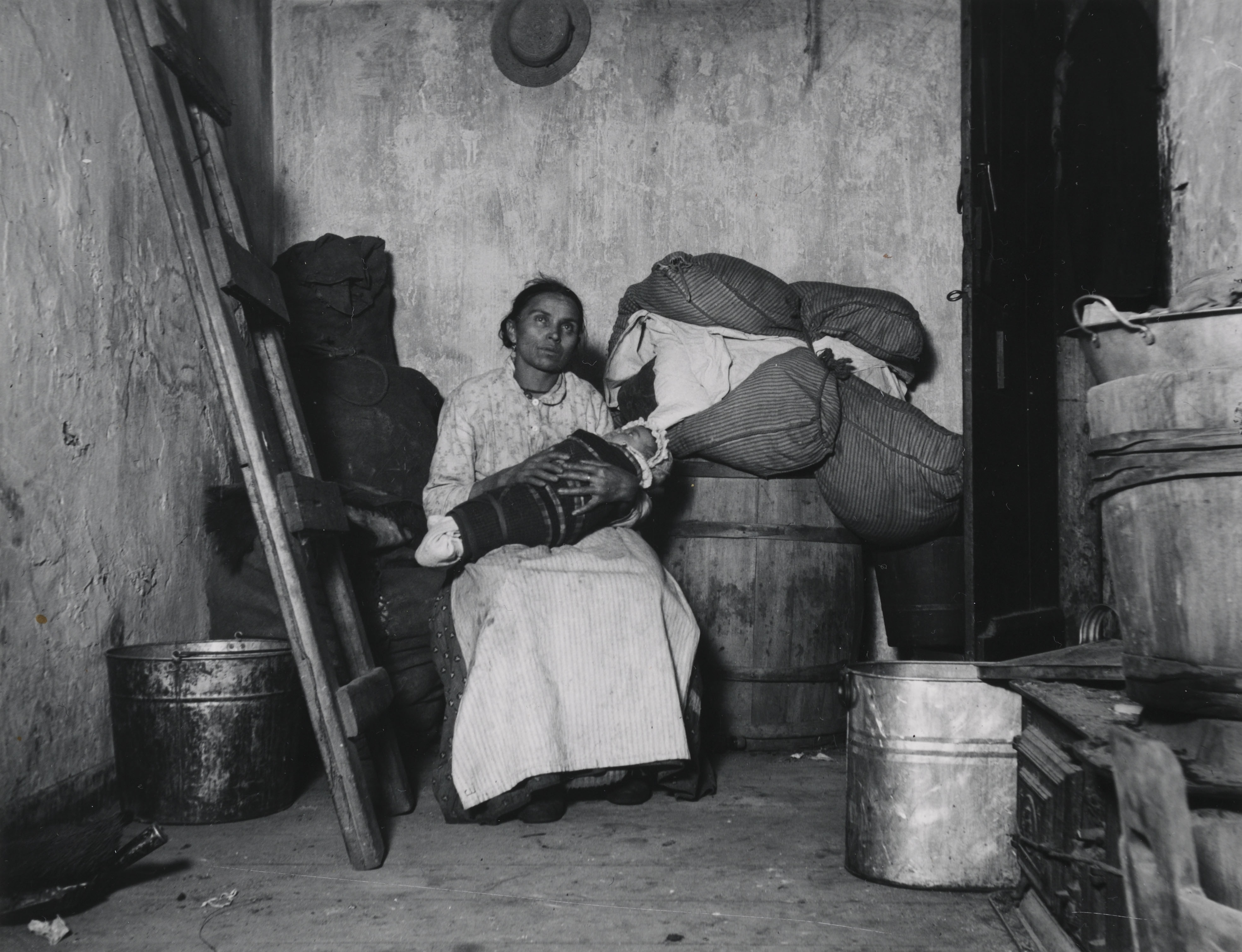
In the Home of an Italian Rag-Picker, Jersey Street
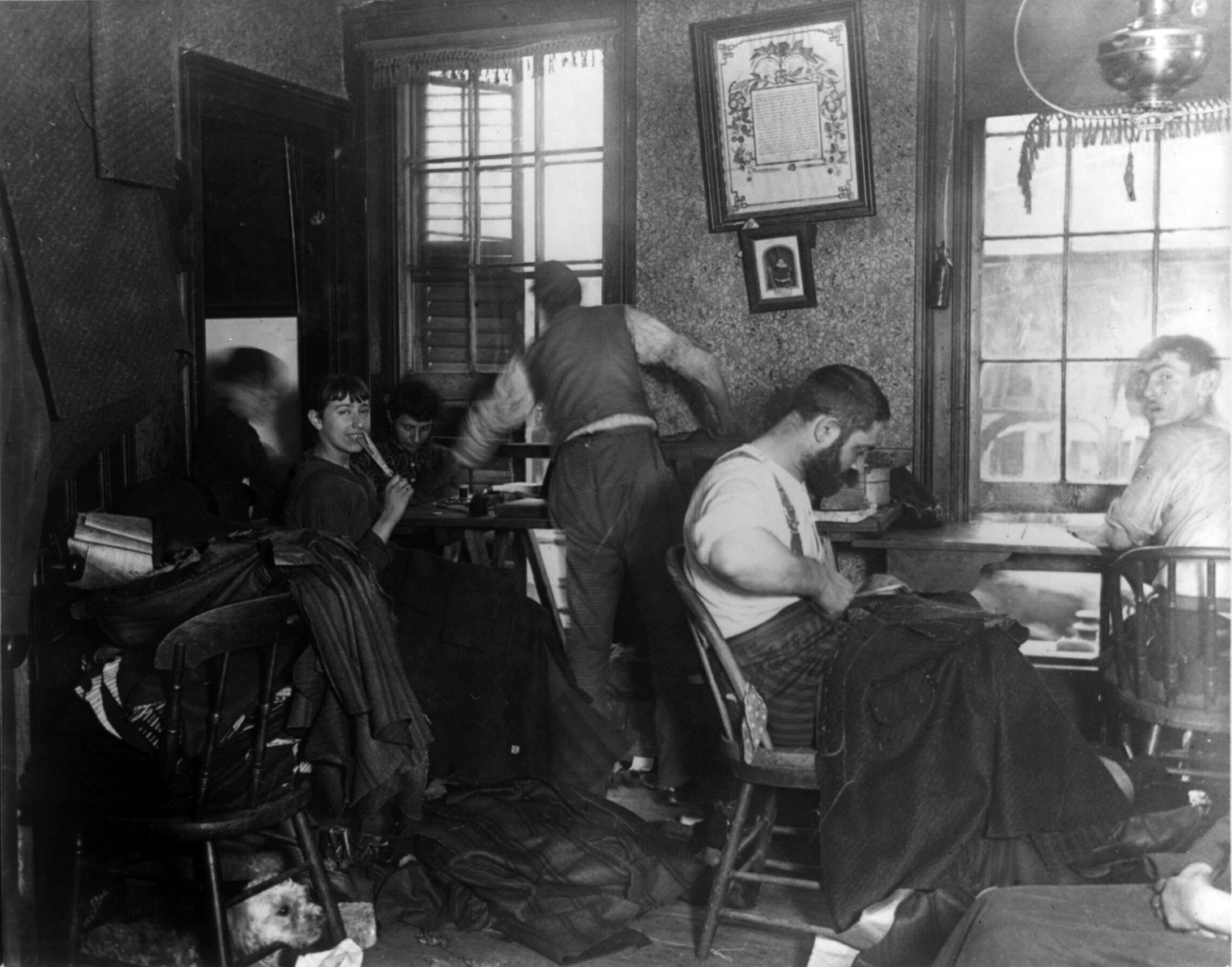
Workers in a sweatshop in Ludlow Street Tenement